# Samuel Hodgetts
Samuel Ernest Hodgetts (født 28. oktober 1877 – 1944) var en britisk sportsudøver som deltog i de olympiske lege, 1908 i London og 1912 i Stockholm og 1920 i Antwerpen. 
Hodgetts vandt en bronzemedalje i gymnastik under OL 1912 i Stockholm. Han var med på det britiske hold som kom på en tredjeplads i holdkonkurrencen i multikamp efter Italien og Ungarn. Der var fem hold fra fem lande som var med i konkurrencen, som blev afholdt på Stockholms Stadion. Der var mellem 16 og 40 deltagere på hvert hold. Fire år tidligere, under OL 1908 i London, kom han på en ottendeplads i multikamp på det britiske hold. Tolv år senere, under OL 1920 i Antwerpen, kom han på en femteplads i multikamp på det britiske hold. 